# Ladri di biciclette
Ladri di biciclette (Nederlands: Fietsendieven) is een Italiaanse dramafilm uit 1948 onder regie van Vittorio de Sica. Het verhaal is gebaseerd op het gelijknamige boek van Luigi Bartolini. Cesare Zavattini werd voor zijn filmscenario genomineerd voor een Oscar. Ladri di biciclette kreeg meer dan vijftien andere prijzen daadwerkelijk toegekend, waaronder een Golden Globe, een BAFTA Award en twee National Board of Review Awards. Tijdens de Oscars kreeg de film tevens een speciale ereprijs voor beste niet-Engelstalige film van het jaar.
De film geldt als een van de boegbeelden uit het Italiaans neorealisme. Zo spelen in de film louter amateurs.

## Verhaal
In het Italië van vlak na de Tweede Wereldoorlog heerst een hoge werkloosheid. Antonio Ricci woont met zijn jonge gezin in een nieuwbouwwijk uit de tijd van Mussolini in Noord-Rome (Via di Val Melaina) en kan op het arbeidsbureau een baan krijgen als plakker van posters in de openbare ruimte (op de hoek van de Via Gran Paradiso en de Via Scarpanto). De enige vereiste voor de baan is dat hij een fiets tot zijn beschikking heeft. Zijn vrouw Maria verpandt de lakens uit haar uitzet om Antonio's fiets terug te halen uit de lommerd, maar deze wordt gestolen als Antonio een filmaffiche aanplakt bij de Via Nazionale op de Via Francesco Crispi. Daarop gaan Antonio en zijn zoon Bruno op zoek naar de fiets. Ze zoeken met bevriende vuilnismannen op tweedehandsmarkten (Piazza Vittorio Emmanuele en Porta Portese) in Rome, maar een gedemonteerde fiets is natuurlijk nooit terug te vinden. Van de politie wordt niet veel verwacht. Zelfs bezoekt Antonio een waarzegster. Ze zien de dief met een oude zwerver op de Piazza di Porta Portese, maar de dief ontsnapt (Piazza De Mercanti, Ponte Palatino en Via Giacomo Venezian). Via de zwerver, die te eten krijgt in een gaarkeuken, komen ze de dief op het spoor in een bordeel in een achterbuurt in het centrum (Vicolo della Campanella), maar deze heeft de fiets al doorverkocht. Buren en omstanders verdedigen de dief. Ook een politieagent, die door Bruno te hulp is geroepen kan niets uitrichten. Antonio en Bruno gaan naar een bushalte om naar huis te gaan. Wanhopig als hij is om zijn baan te behouden, probeert Antonio uiteindelijk zelf een onbewaakte fiets te stelen op de Viale Tiziano bij Stadio Flaminio. Maar hij wordt door omstanders in de kraag gevat op Via Pietro Da Cortona en voor het oog van zijn zoon vernederd. Alleen dankzij de smeekbede van Bruno wordt Antonio vrijgelaten.

## Rolverdeling

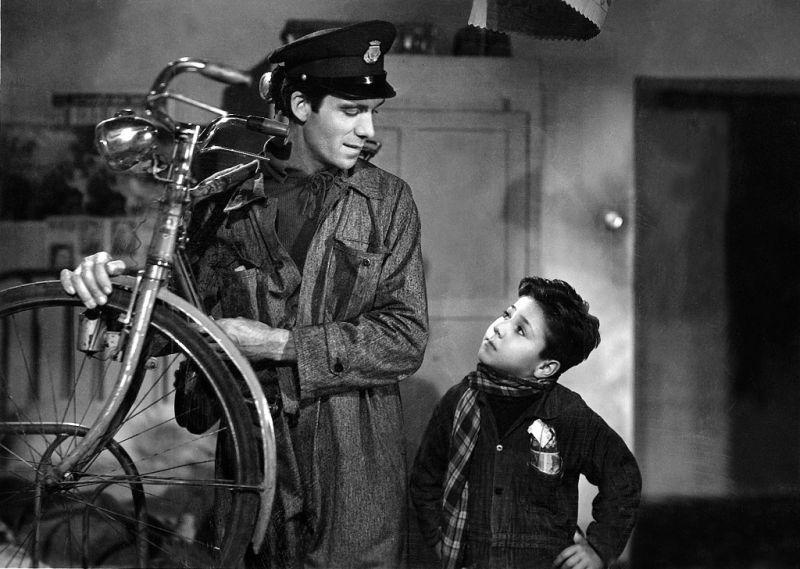
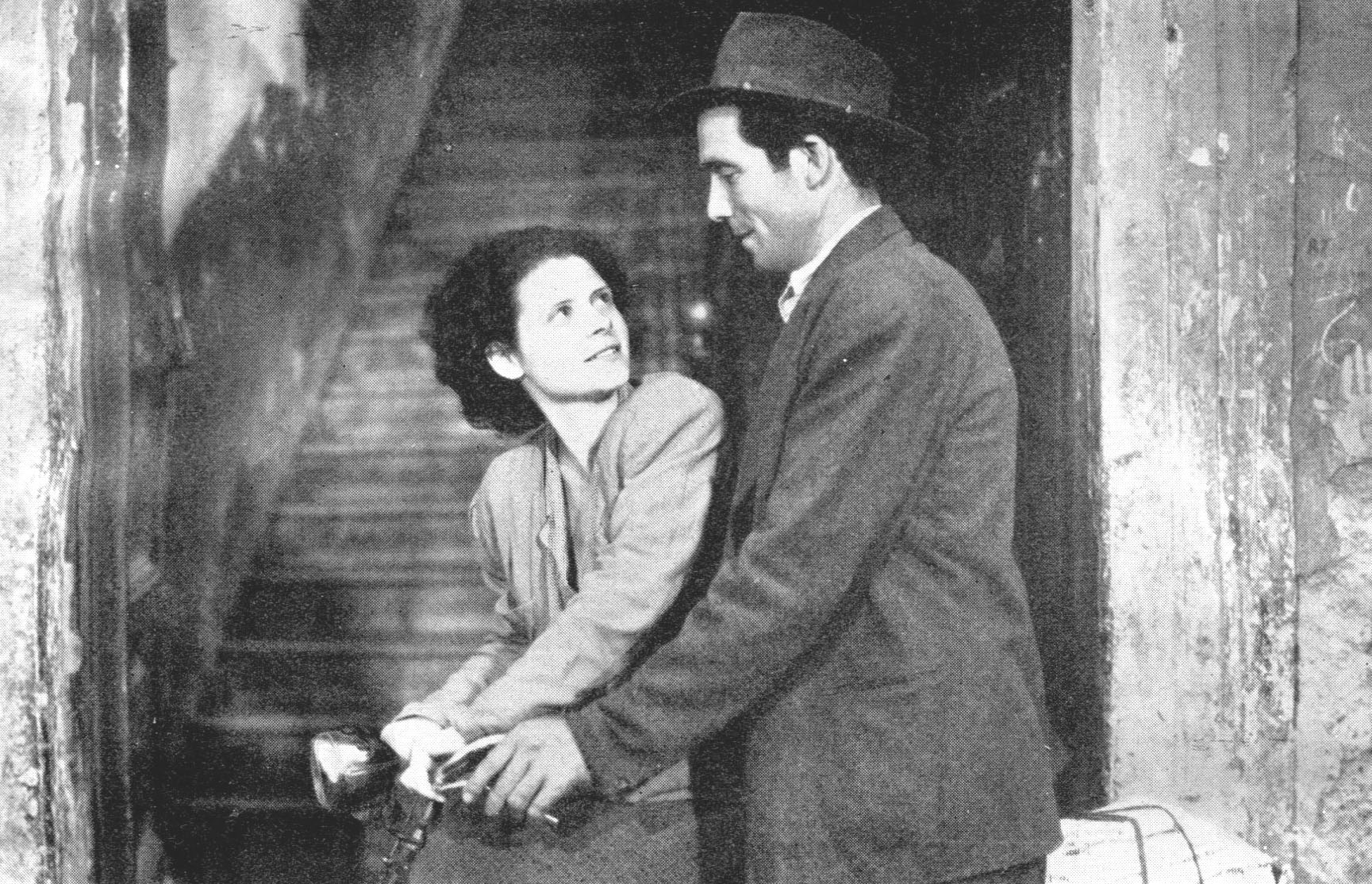
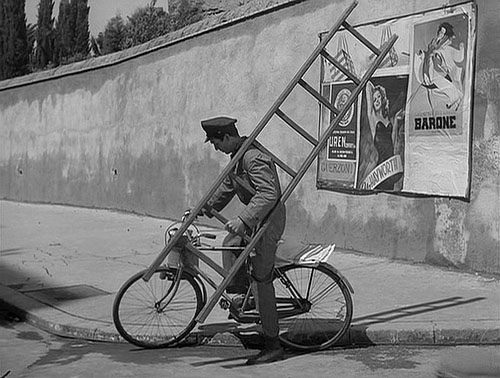
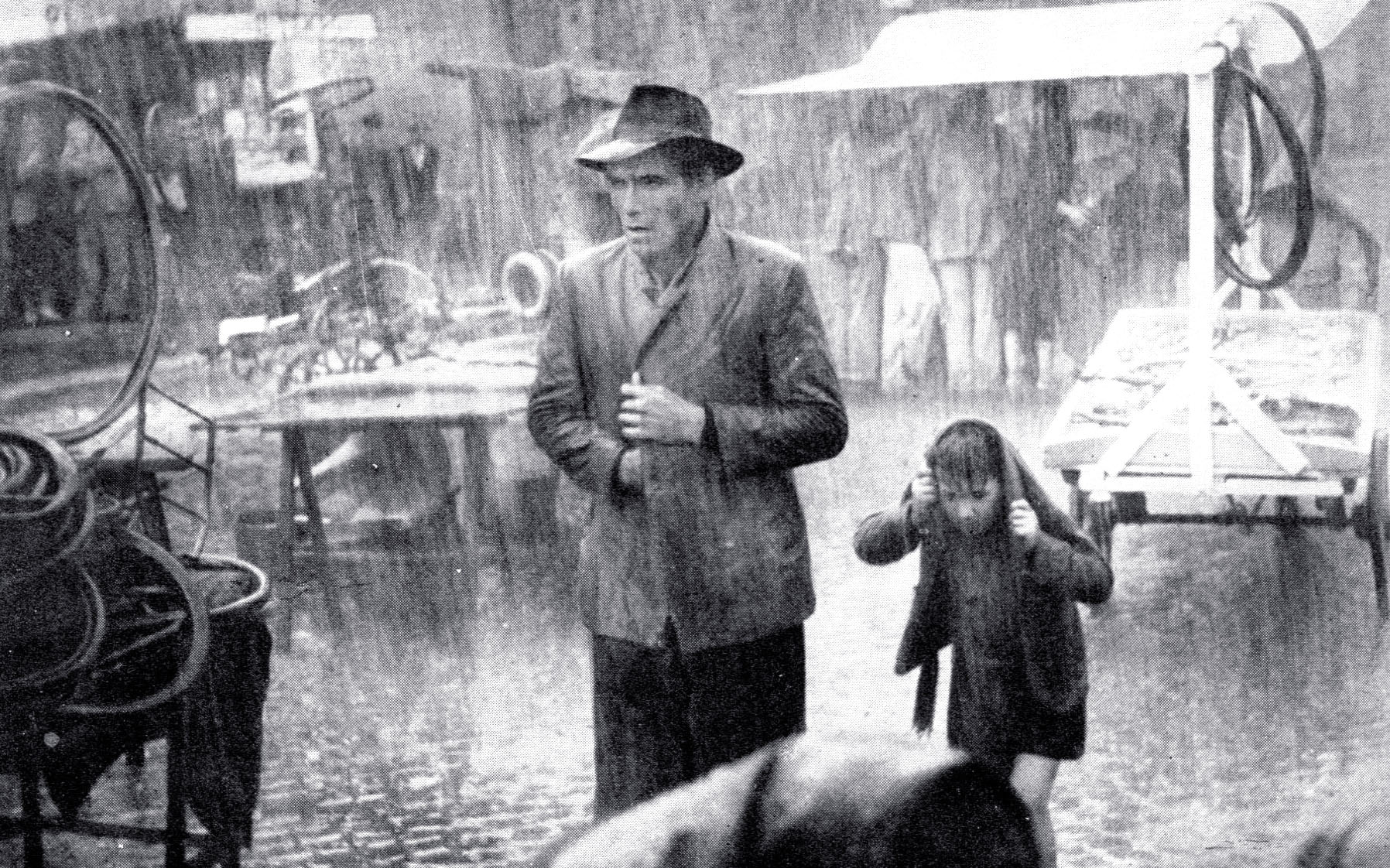
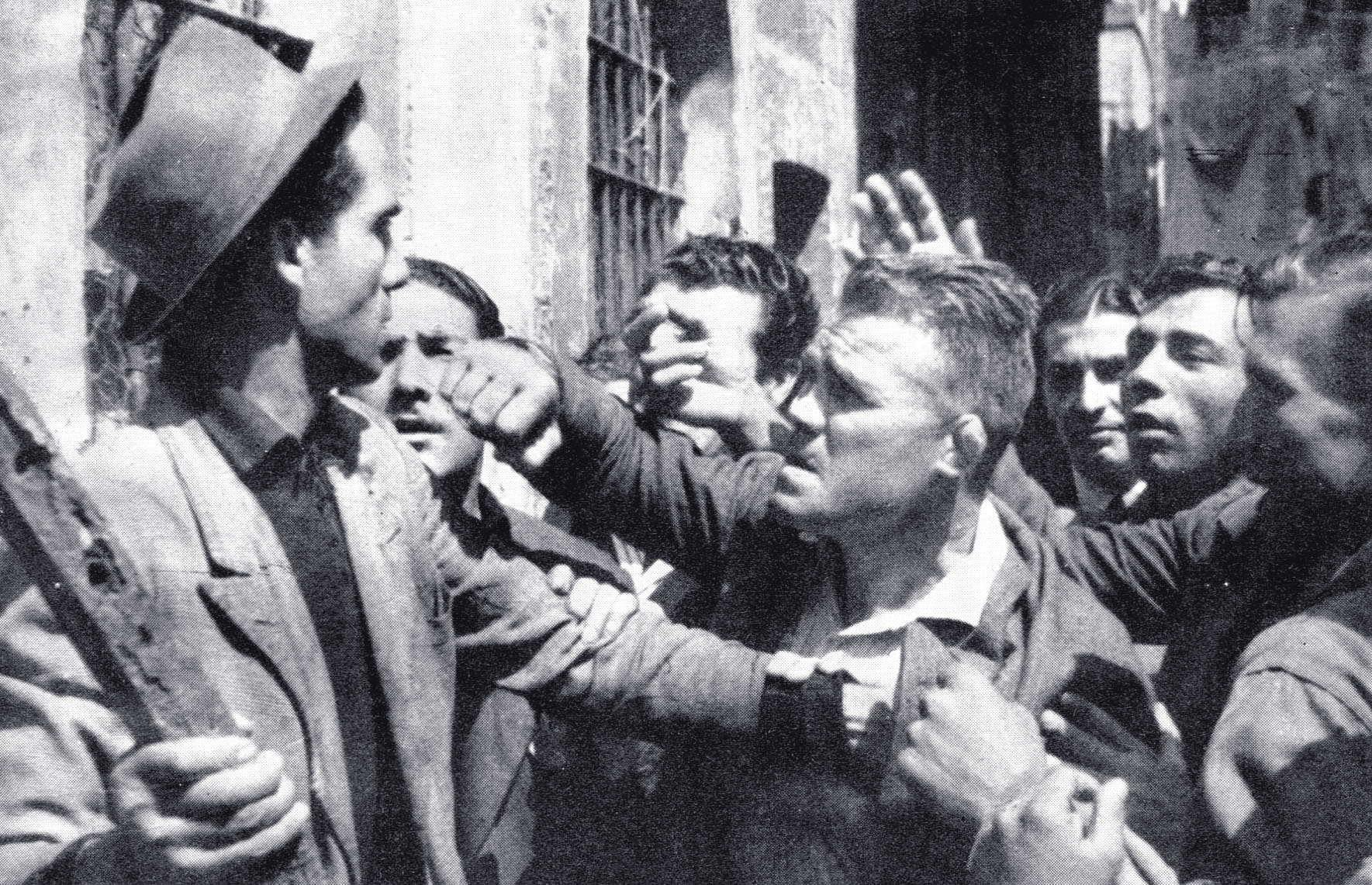
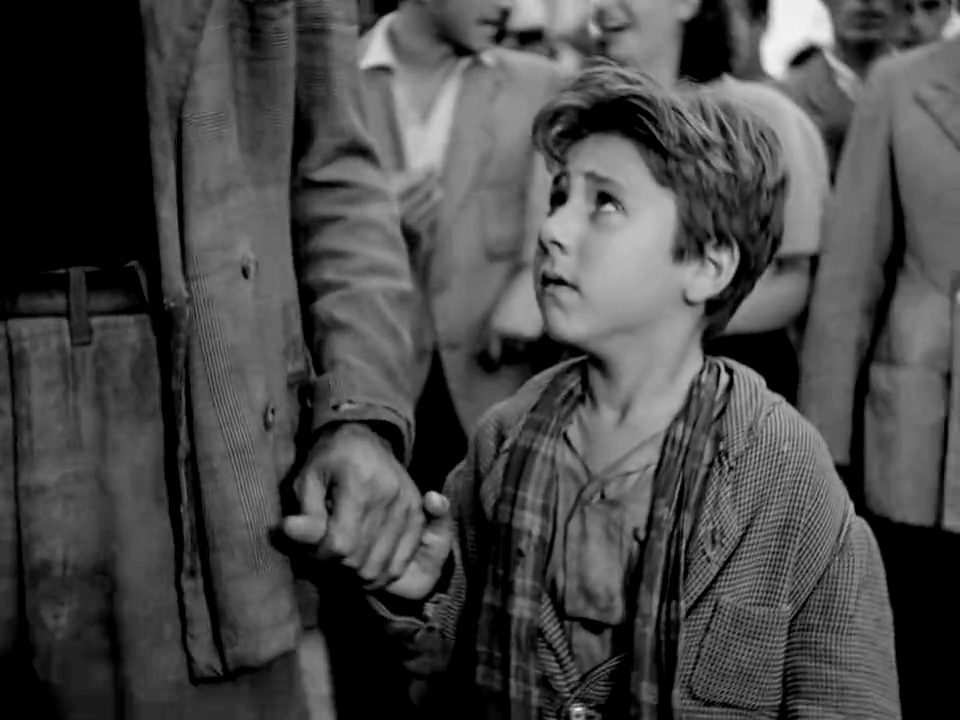

| Acteur              | Personage     |
| ------------------- | ------------- |
| Lamberto Maggiorani | Antonio Ricci |
| Enzo Staiola        | Bruno Ricci   |
| Lianella Carell     | Maria Ricci   |
| Vittorio Antonucci  | Dief          |
| Gino Saltamerenda   | Baiocco       |
| Giulio Chiari       | Bedelaar      |